# Sigmund Freud/Bibliographie
Auswahl von Texten Sigmund Freuds:
- 1880: John Stuart Mill: Über Frauenemanzipation; Plato; Die Arbeiterfrage; Der Sozialismus. In: J.S. Mill, Gesammelte Werke, Bd. 12. Leipzig. Übers. S. Freud.
- 1880: Jean-Martin Charcot: Neue Vorlesungen über Krankheiten des Nervensystems, insbesondere über Hysterie. Leipzig-Wien. Übers. S. Freud
- 1884: Ueber Coca
- 1885: Über die Allgemeinwirkung des Cocains
- 1885: Gutachten über das Parke Cocain
- 1885: Beitrag zur Kenntnis der Cocawirkung
- 1887: Bemerkungen über Cocainsucht und Cocainfurcht
- 1888: Hippolyte Bernheim: Die Suggestion und ihre Heilwirkung. Vorrede des Übersetzers. Leipzig-Wien. Übers. S. Freud
- 1891: Zur Auffassung der Aphasien
- 1892: Hippolyte Bernheim: Neue Studien uber Hypnotismus, Suggestion und Psychotherapie. Leipzig-Wien. Übers. S. Freud
- 1892: Jean-Martin Charcot: Poliklinische Vorträge, 1. Schuljahr 1887–1888. Leipzig-Wien. Übers. S. Freud
- 1893: Über den psychischen Mechanismus hysterischer Phänomene (mit Josef Breuer)
- 1895: Über die Berechtigung, von der Neurasthenie einen bestimmten Symptomenkomplex als "Angstneurose" abzutrennen
- 1894: Die Abwehr-Neuropsychosen. Versuch einer psychologischen Theorie.
- 1895: Entwurf einer Psychologie
- 1895: Studien über Hysterie (mit Josef Breuer)
- 1896: Zur Ätiologie der Hysterie
- 1898: Die Sexualität in der Ätiologie der Neurosen
- 1899: Eine erfüllte Traumahnung
- 1899: Über Deckerinnerungen
- 1900: Die Traumdeutung
- 1901: Über den Traum
- 1904: Zur Psychopathologie des Alltagslebens. (Über Vergessen, Versprechen, Vergreifen, Aberglaube und Irrtum), Verlag S. Karger, Berlin 1904.
- 1905: Der Witz und seine Beziehung zum Unbewussten, Verlag Franz Deuticke, Leipzig und Wien 1905.
- 1905: Bruchstück einer Hysterie-Analyse (Dora)
- 1905: Psychopathische Personen auf der Bühne
- 1905: Drei Abhandlungen zur Sexualtheorie
- 1906: Meine Ansichten über die Rolle der Sexualität in der Ätiologie der Neurosen
- 1907: Zwangshandlungen und Religionsübungen
- 1907: Der Wahn und die Träume in W. Jensens "Gradiva"
- 1907: Zur sexuellen Aufklärung der Kinder
- 1908: Charakter und Analerotik
- 1908: Über infantile Sexualtheorien
- 1908: Die „kulturelle“ Sexualmoral und die moderne Nervosität, in: Max Marcuse (Hrsg.): Sexual-Probleme. Zeitschrift für Sexualwissenschaft und Sexualpolitik, Bd. 4 (3), J.D. Sauerländers Verlag, Frankfurt am Main 1908 d, S. 107–129.
- 1908: Der Dichter und das Phantasieren
- 1908: Hysterische Phantasien und ihre Beziehung zur Bisexualität
- 1909: Der Familienroman der Neurotiker
- 1909: Allgemeines über den Hysterischen Anfall
- 1909: Analyse der Phobie eines fünfjährigen Knaben („Der kleine Hans“)
- 1909: Bemerkungen über einen Fall von Zwangsneurose (Rattenmann)
- 1910: Über Psychoanalyse. Fünf Vorlesungen.
- 1910: Eine Kindheitserinnerung des Leonardo da Vinci
- 1910: Über den Gegensinn der Urworte
- 1910: Die Zukünftigen Chancen der psychoanalytischen Therapie
- 1910: Über „wilde“ Psychoanalyse
- 1910: Die psychogene Sehstörung in psychoanalytischer Auffassung
- 1910: Über einen besonderen Typus der Objektwahl beim Manne
- 1911: Die Handhabung der Traumdeutung in der Psychoanalyse
- 1911: Träume im Folklore (mit D. E. Oppenheim)
- 1911: Formulierungen über die zwei Prinzipien des psychischen Geschehens
- 1911: Psychoanalytische Bemerkungen über einen autobiographisch beschriebenen Fall von Paranoia (Dementia Paranoides)
- 1912: Über die allgemeinste Erniedrigung des Liebeslebens
- 1912: Ratschläge für den Arzt bei der psychoanalytischen Behandlung
- 1912: Über neurotische Erkrankungstypen
- 1912: Zur Dynamik der Übertragung
- 1912: Einige Bemerkungen über den Begriff des Unbewussten in der Psychoanalyse
- 1913: Totem und Tabu: Einige Übereinstimmungen im Seelenleben der Wilden und der Neurotiker
- 1913: Ein Traum als Beweismittel
- 1913: Das Motiv der Kästchenwahl
- 1913: Zwei Kinderlügen
- 1913: Märchenstoffe in Träumen
- 1913: Zur Einleitung der Behandlung (Weitere Ratschläge zur Technik der Psychoanalyse 1)
- 1913: Die Disposition zur Zwangsneurose. Ein Beitrag zum Problem der Neurosenwahl.
- 1914: Erinnern, Wiederholen, Durcharbeiten (Weitere Ratschläge zur Technik der Psychoanalyse 2)
- 1914: Zur Einführung des Narzißmus
- 1914: Der Moses des Michelangelo
- 1914: Zur Geschichte der psychoanalytischen Bewegung
- 1915: Bemerkung über die Übertragungsliebe (Weitere Ratschläge zur Technik der Psychoanalyse 3)
- 1915: Zeitgemäßes über Krieg und Tod
- 1915: Triebe und Triebschicksale
- 1915: Die Verdrängung
- 1915: Das Unbewusste
- 1915: Mitteilung eines der psychoanalytischen Theorie widersprechenden Falles von Paranoia
- 1915: Einige Charaktertypen aus der psychoanalytischen Arbeit
- 1916: Vergänglichkeit
- 1917: Eine Kindheitserinnerung aus "Dichtung und Wahrheit"
- 1917: Vorlesungen zur Einführung in die Psychoanalyse
- 1917: Trauer und Melancholie
- 1917: Eine Schwierigkeit der Psychoanalyse
- 1917: Über Triebumsetzungen, insbesondere der Analerotik
- 1917: Metapsychologische Ergänzung zur Traumlehre
- 1918: Aus der Geschichte einer infantilen Neurose („Wolfsmann“), verfasst 1914
- 1918: Das Tabu der Virginität
- 1918: Wege der psychoanalytischen Therapie
- 1918: Zur Psychoanalyse der Kriegsneurosen
- 1919: "Ein Kind wird geschlagen". Beitrag zur Kenntniss der Entstehung sexueller Perversionen.
- 1919: Das Unheimliche
- 1920: Über die Psychogenese eines Falles von weiblicher Homosexualität
- 1920: Jenseits des Lustprinzips
- 1921: Massenpsychologie und Ich-Analyse
- 1922: Das Medusenhaupt
- 1922: Traum und Telepathie
- 1922: Über einige neurotische Mechanismen bei Eifersucht, Paranoia und Homosexualität
- 1923: Das Ich und das Es
- 1923: Eine Teufelsneurose im siebzehnten Jahrhundert
- 1923: Die infantile Genitalorganisation
- 1924: Neurose und Psychose
- 1924: Der Realitätsverlust bei Neurose und Psychose
- 1924: Das ökonomische Problem des Masochismus
- 1924: Der Untergang des Ödipuskomplexes
- 1925: Die Widerstände gegen die Psychoanalyse
- 1925: Notiz über den "Wunderblock"
- 1925: Selbstdarstellung
- 1925: Die Verneinung
- 1925: Einige psychischen Folgen des anatomischen Geschlechtsunterschieds
- 1926: Hemmung, Symptom und Angst
- 1926: Die Frage der Laienanalyse
- 1927: Die Zukunft einer Illusion
- 1927: Der Humor
- 1927: Fetischismus
- 1928: Dostojewski und die Vatertötung
- 1930: Das Unbehagen in der Kultur, Internationaler Psychoanalytischer Verlag, Wien 1930.
- 1931: Über libidinöse Typen
- 1931: Über die weibliche Sexualität
- 1932: Zur Gewinnung des Feuers
- 1932: Meine Berührung mit Josef Popper-Lynkeus
- 1933: Neue Folge der Vorlesungen zur Einführung in die Psychoanalyse, Internationaler Psychoanalytischer Verlag, Wien 1933.
- 1933: Warum Krieg? (mit Albert Einstein)
- 1936: Erinnerungsstörung auf der Akropolis
- 1937: Die endliche und die unendliche Analyse
- 1937: Konstruktionen in der Analyse
- 1938: Abriß der Psychoanalyse
- 1938: Die Ichspaltung im Abwehrvorgang
- 1939: Der Mann Moses und die monotheistische Religion, De Lange, Amsterdam 1939.

## Werkausgabe
- Gesammelte Werke. Chronologisch geordnet. 17 Bände, dazu ein Registerband (Bd. 18) und ein Band mit Nachträgen (Bd. 19). Hrsg. v. Anna Freud u. a. Zuerst erschienen bei Imago, London 1940–1952, Registerband 1968, Nachtragsband 1987, mehrere Auflagen; Nachdruck beim Fischer Taschenbuch-Verlag, Frankfurt am Main 1999, ISBN 3-596-50300-0 („Imago-Ausgabe“; umfassendste Edition von Freuds Schriften, nach dieser Ausgabe wird am häufigsten zitiert).